# موزه رمانتیسم مادرید
موزه رمانتیسم (به اسپانیایی: Museo del Romanticismo) یک موزه هنری در مادرید، اسپانیا است که در سال ۱۹۲۴ میلادی گشایش یافت. این ساختمان در اواخر قرن هجدهم میلادی ساخته شده است. موزه در سال ۲۰۰۹ دوباره و با نام فعلی خود بازسازی شد. نمایشگاه‌های موزه در چارچوب یک خانه تاریخی با یک اتاق ناهار خوری، اتاق بیلیارد و غیره ارائه می‌شود. این موارد شامل مواردی است که مربوط به نویسنده عاشقانه ماریو خوزه د لارا است.